# Teenage Mutant Ninja Turtles: Die Gefahr des Ooze-Schleims
Teenage Mutant Ninja Turtles: Die Gefahr des Ooze-Schleims (Originaltitel: Teenage Mutant Ninja Turtles: Danger of the Ooze) ist ein Jump-’n’-Run-Action-Adventure des Entwicklerstudios WayForward von Activision, welches auf der Teenage Mutant Ninja Turtles Serie basiert.

## Spielprinzip
Teenage Mutant Ninja Turtles: Die Gefahr des Ooze-Schleims ist ein 2,D Jump ’n’ Run mit Action-Adventure-Elementen. Man kann die Charaktere Leonardo, Raphael, Donatello und Michelangelo steuern. In jedem Level gibt es einen Boss-Gegner. Zudem kann man mit Erfahrungspunkte die Fähigkeiten seines Charakters verbessern.

## Entwicklung und Veröffentlichung
Das Spiel wurde am 4. September 2014 von Activision angekündigt. Es erschien zuerst am 11. November 2014 für Nintendo 3DS. Danach kam das Spiel am 28. Oktober 2014 für PlayStation 3 und Xbox 360 raus. Aufgrund von Soundeinschränkungen ist die Musik auf der 3DS-Version im Vergleich zu den Konsolenversionen weniger synthetisiert. Zudem erschien für das Nintendo 3DS das Spiel als Bundle mit Teenage Mutant Ninja Turtles: Master Splinter's Training Pack am 3. November 2015.

## Rezeption
Das Spiel erhielt gemischte Kritiken. IGN bewertete es mit 5/10 Punkten und nannte es als leblos, lobte jedoch das solide, wenn auch rudimentäre Leveldesign und die Erkundungselemente. Games Asylum bewertete das Spiel positiv mit 6/10, lobte den Spielstil und den Fan-Service, obwohl es mit einem deutlich begrenzten Budget erstellt wurde, und betrachtete es als eine Weiterentwicklung gegenüber den früheren TMNT-Spielen von Activision.